# Weingut Leitz
Das Weingut Leitz, auch Weingut Josef Leitz, ist ein Weingut in Rüdesheim am Rhein im deutschen Weinbaugebiet Rheingau. Es gehört seit 1996 dem Verband Deutscher Prädikatsweingüter (VDP) an.

## Geschichte
Die Geschichte des Weinguts der Familie Leitz geht zurück bis ins Jahr 1744. Josef Leitz baute das Weingut nach der Zerstörung im Zweiten Weltkrieg wieder auf. Sein Sohn und dessen Frau führten das Weingut im Nebenerwerb weiter. 1985 übernahm Johannes Leitz den Betrieb mit 2,9 ha. Er baute den Betrieb weiter aus, so dass heutzutage (2022) das Weingut aus 130 ha, davon 40 ha im Eigenbetrieb, besteht.

## Lagen
Die Rebfläche des Guts beträgt 130 Hektar, wovon 95 % mit Riesling und 5 % mit Spätburgunder bestockt sind. Die bekanntesten Lagen sind die zum Rüdesheimer Berg gehörenden Berg Roseneck, Berg Rottland und der Berg Kaisersteinfels.
Die Weine werden meist trocken ausgebaut und erhalten regelmäßig hohe Bewertungen in den Weinführern. Einige der Weine sind Große Gewächse. 2005 wurde das Weingut erstmals mit vier Gault-Millau-Trauben bewertet und gehörte damit zu den führenden Qualitätsweingütern im Rheingau. Betriebsleiter und Kellermeister ist Johannes Leitz im Keller unterstützt von Manuel Zuffer. Parallel zu den Weingutweinen hat Leitz eine Weinproduktion alkoholfreier Weine unter einer eigenen Marke aufgebaut, die in die JJ Leitz GmbH ausgegliedert ist.

## Bewertungen
- Gault-Millau WeinGuide Deutschland (seit 2019)[5]: 5 von 5 Gault-Millau-Trauben (»Weltklasse Weingut«)[6][7]
- Gerhard Eichelmann Deutschlands Weine: 5 von 5 Sternen[8][9][10]
- Vinum: 5 Sterne[9]
- 2011: Winzer des Jahres Gault-Millau[11]